# Turija (gmina Bujanovac)
Turija (cyr. Турија) – wieś w Serbii, w okręgu pczyńskim, w gminie Bujanovac. W 2002 roku liczyła 400 mieszkańców.